# 圣厄拉玛斯和圣穆理思
《圣厄拉玛斯和圣穆理思》是德国艺术家马蒂亚斯·格吕内瓦尔德的木板油画。这幅画由勃兰登堡的阿尔伯特订制，绘制于 1520 年至 1524 年，原本是为哈雷的新主教座堂设计。现藏于慕尼黑的老绘画陈列馆。 